# NGC 3253
NGC 3253 ist eine Balken-Spiralgalaxie vom Hubble-Typ SBbc im Sternbild Löwe am Nordsternhimmel. Sie ist schätzungsweise 429 Millionen Lichtjahre von der Milchstraße entfernt.
Das Objekt wurde am 27. April 1886 von Lewis Swift entdeckt.